# The Slap (romance)
The Slap é um romance de 2008 do autor australiano Christos Tsiolkas. A narrativa é apresentada através dos pontos de vista de oito personagens individuais, e foca em suas reações depois que um homem repreende de forma controversa o filho de seu amigo dando-lhe um tapa durante uma reunião social. O romance ganhou o Commonwealth Writer's Prize em 2009, e foi adaptado em duas minisséries, na Austrália e nos Estados Unidos.

## Resumo do enredo
Em um churrasco no subúrbio de Melbourne, um homem dá um tapa no rosto de um menino de 3 anos. A criança, Hugo, tem se comportado mal sem nenhuma intervenção de seus pais, "a Rosie de olhos de aço e o covarde Gary". O esbofeteado é Harry, primo do anfitrião do churrasco e empresário adúltero cujo filho um pouco mais velho, Rocco, está sendo ameaçado por Hugo. Este evento envia os outros personagens "para uma espiral, agonizando e discutindo sobre a noção de que bater em uma criança pode ser justificado. Alguns acreditam que um menino travesso deve aprender alguma disciplina, outros afirmam que a polícia deve ser chamada para investigar uma agressão comum" com uma série de posições entre eles.

## Temas
Um juiz do Commonwealth Writers' Prize, Nicholas Hasluck, descreveu The Slap como "um romance controverso e ousado" que examina "identidades e relacionamentos pessoais em uma sociedade multicultural" e "explora tensões e dilemas universais em torno da vida familiar e da criação dos filhos".

## Estrutura
A história é contada através das vozes de oito personagens, em terceira pessoa e cada um em um capítulo próprio. "As reverberações do tapa ... [são contadas] cronologicamente através da história de cada personagem". Os personagens variam de dois alunos do 12º ano a um homem de 71 anos, e compreendem quatro homens e quatro mulheres. O crítico Windsor escreve que "Como um dispositivo arquitetônico, isso é inspirado. Com seu foco restrito, as histórias individuais, de até 80 páginas, têm uma intensidade que uma narrativa abrangente convencional não poderia ter chegado perto."

## Personagens principais
(a letra em itálico representa os oito personagens cujos pontos de vista são apresentados nas diferentes seções do romance.)
- Aisha: uma veterinária anglo-indiana de 40 e poucos anos, mãe competente e dona de casa eficiente que administra sua própria clínica.
- Hector: marido grego de Aisha, primo de Harry. Anfitrião do churrasco em que o "Slap" titular ocorre.
- Adam e Melissa: filhos de Aisha e Hector.
- Connie: Aluna do 12º ano que trabalha na clínica de Aisha e está tendo um caso enigmático com o marido de sua chefe, Hector.
- Richie: O melhor amigo de Connie, que é gay.
- Harry: primo de Hector, perpetrador do "Slap". Um self-made man que trabalhou duro para construir uma casa grande e luxuosa; possui várias garagens.
- Sandi: Esposa sérvia de Harry. Leal e devotada a Harry.
- Rocco: Filho de Harry e Sandi. Cerca de oito anos de idade.
- Kelly: Uma mãe indigente de vários filhos, com quem Harry tem um caso extraconjugal. Kelly fornece cocaína a Harry; Harry paga as contas de gás, água e eletricidade de Kelly.
- Van: um pirata vietnamita de DVD, parceiro de negócios de Kelly.
- Rosie: amiga de infância de Aisha, uma australiana branca, da classe trabalhadora, mãe de Hugo em tempo integral. Usa um estilo parental semelhante à criação com apego, ou "disciplina gentil". Apresenta queixa contra Harry por agredir seu filho.
- Gary: marido de Rosie e pai alcoólatra de Hugo.
- Hugo: Filho de Rosie e Gary. Quatro anos de idade. Hugo fica frustrado ao tentar brincar com as crianças mais velhas e balança um taco de críquete - a mãe é vista como muito receptiva e em contato com as necessidades do filho antes disso, mas fica momentaneamente distraída e Hugo é atingido no rosto por Harry - um homem adulto.
- Anouk: amiga de infância de Rosie e Aisha. A única do trio que é solteira e sem filhos. Mais voltada para a carreira – uma roteirista de novela. Em um relacionamento com Rhys, a estrela de uma novela, que é cerca de 20 anos mais jovem que ela.
- Manolis: patriarca grego idoso, pai de Hector. Compartilha um relacionamento próximo com sua nora Aisha, mas assume uma posição diametralmente oposta a ela em relação ao tapa, apoiando seu sobrinho Harry.
- Koula: matriarca grega idosa, mãe de Hector. Acredita que a família deve ser tida em maior consideração do que todas as outras coisas. Tem uma visão extremamente díspar de sua nora Aisha. Muito fofoqueira. Apoia totalmente as ações de Harry em relação ao tapa.
- Elisavet: Irmã de Hector, filha de Manolis e Koula. Divorciada com dois filhos pequenos: Sava e Angeliki.

## Prémios e nomeações
- ALS Gold Medal, 2008: venceu[4]
- Commonwealth Writers' Prize, 2009: vencedor de  Best Book[2]
- Miles Franklin Award, 2009: pré-selecionado[carece de fontes?]
- Nielsen BookData Booksellers' Choice Award, 2009: venceu[5]
- Victorian Premier's Literary Awards, Vance Palmer Prize for Fiction, 2009: venceu[6]
- Man Booker Prize 2010: pré-selecionado[7]

## Adaptações
A série de televisão de oito partes The Slap é uma adaptação do livro. Suas filmagens começaram em janeiro de 2011 e foram exibidas pela primeira vez no canal de televisão australiano ABC1 em outubro de 2011. Uma adaptação americana da série, com Melissa George reprisando seu papel como Rosie, a mãe da criança esbofeteada, estreou na rede NBC em fevereiro de 2015. Embora não seja uma adaptação oficial, o filme de Bollywood Thappad de 2020 é semelhante a The Slap no sentido de que seu enredo gira em torno de como um único tapa transforma uma comunidade.